# NAMA
NAMA (akronim za NArodni MAgazin) je bila slovenska veriga trgovin v nekdanji SFRJ.
NAMA ima danes trgovino le še na Tomšičevi ulici v Ljubljani (glavno pročelje je ob Slovenski ulici, nasproti glavne pošte). Nekdaj so bile trgovine še v Žalcu pri avtobusni postaji, v Kočevju, v Ljubljani pri Ruskem carju, v Slovenj Gradcu, na Ravnah na Koroškem, v Velenju, v Cerknem in v Škofji Loki (nasproti avtobusne postaje).

## Palača Bata
Najstarejša sedemnadstropna stavba veleblagovnice NAMA v Ljubljani, prvotno imenovana »Dom službe«, znana tudi kot palača Bata (po podjetju Bata, za katero je bila zgrajena), je bila dograjena leta 1939. Po načrtih arhitekta Franja Lušičića jo je v modernističnem slogu zgradilo podjetje Josipa Dedka.
Leta 1965 je bila na njeni južni strani po načrtih arhitektov Bogdana Finka in Miloša Lapajneta dograjena nova stavba. Ob prenovi leta 2002 so njeno prvotno fasado kljub nasprotovanju obeh arhitektov zamenjali s stekleno.